# センタ

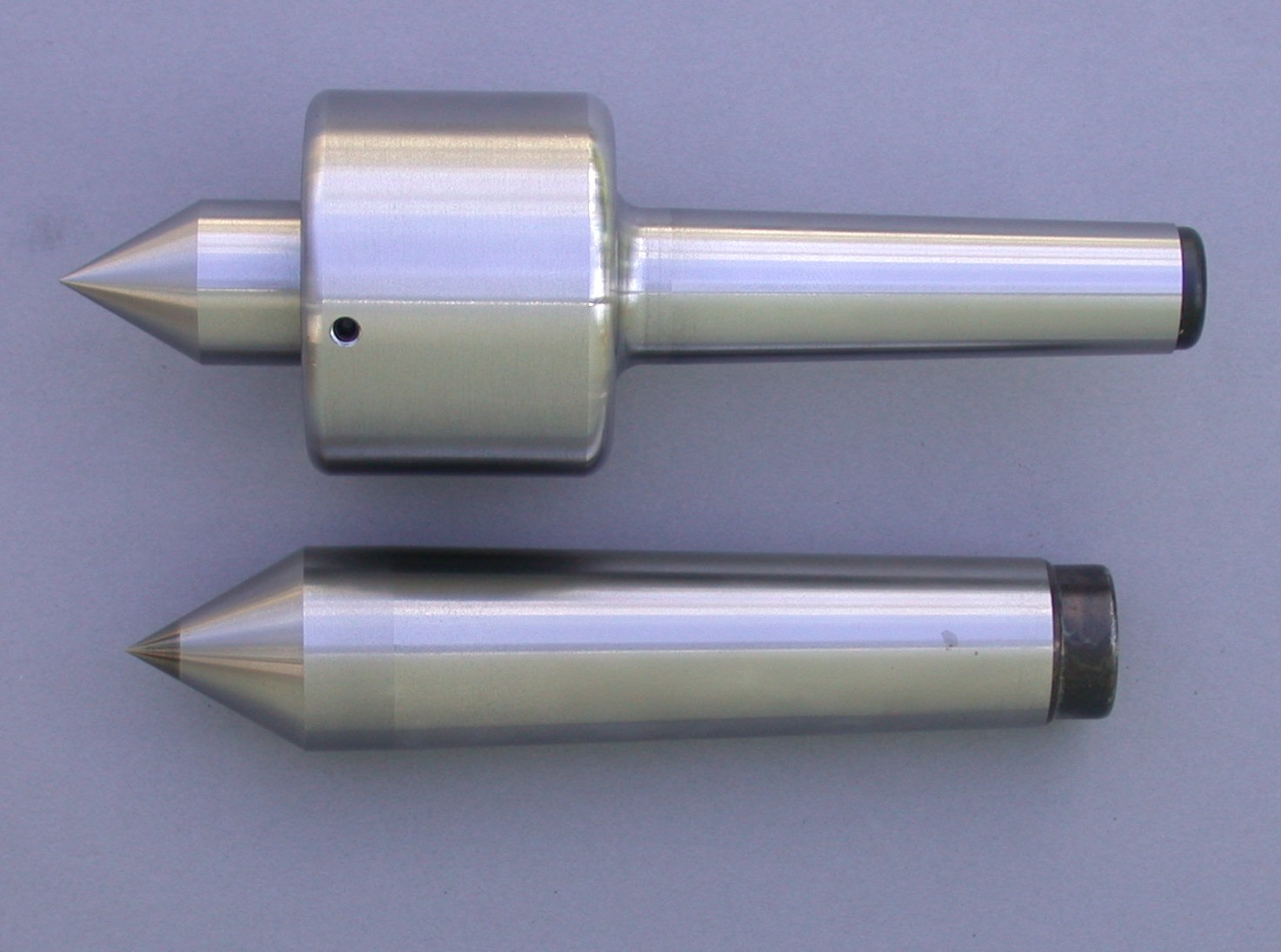
上：回転センタ
下：レースセンタ

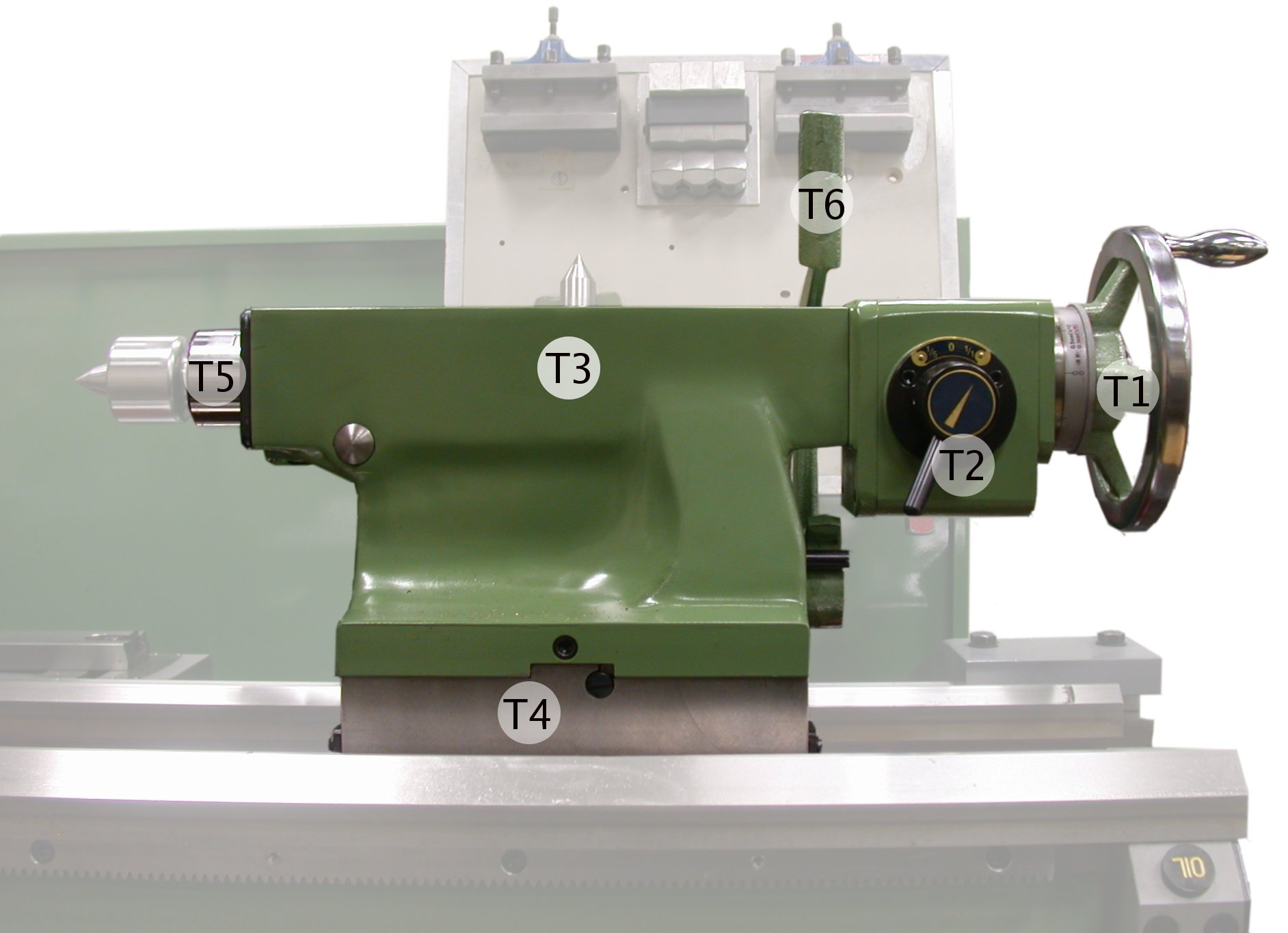
心押し台

センタ（center）とは旋盤や円筒研削盤の心押し台に取り付け、円筒ワークの中心に空けたセンタ穴に差し込みワークを支える工具の一種である。

## 概要
先端は通常60度の円錐となっており回転するワークの先端を支える。シャンク部はモールステーパとなっており心押し台とはテーパ結合する。

## 使用

### 旋盤
ワークの直径に比してチャックからの突き出し量が長く、切削抵抗や自重によるたわみが問題となる場合に使用する。

### 円筒研削盤
ワークの両端をセンタで支え、主軸上のドライブプレートからケレを介して回転を与える。
また、センタを使用しない円筒研削を心なし研削という。

## 種類
レースセンタ（dead center、lathe center、止まりセンタ）
円錐先端とシャンク部分が一体で剛性が高く精度に優れている。先端には超硬合金が埋め込まれるがワークとの滑り摩擦があるため高速回転には向かない。
回転センタ（live center）
シャンクに対し円錐先端部分が転がり軸受を介して取り付けられ、高速・高荷重に耐えられるがレースセンタに対し剛性は劣る。
ドライブセンタ（drive center、端面ドライバ）
ワークの両端をセンタで支える場合に主軸側に取り付け、ワークを回転させる。固定センタに加えてワークの端面に食い込む爪を有し、その爪によって回転力を伝える。爪はばねによってワーク端面に押し付けられるため、ケレと違ってワークの脱着が容易である。

## 関連する工具
ケレ
ワークの軸端付近に取り付け、主軸上のドライブプレートの回転をワークに伝える。「∝」(数学の比例記号)のような形状でその閉じた部分にワークを差し込み外側からねじで固定し、二股の部分でドライブプレート上のピンをはさむ。
センタドリル
センタ穴を開けるためのドリル。円錐穴と中心の逃げ穴をあける刃が一体となっている。